# Francisco Córdova (baseball)
Pour les articles homonymes, voir Francisco Córdova.
Francisco Córdova (né le 26 avril 1972 à Cerro Azul, Veracruz, Mexique) est un ancien lanceur droitier de baseball.
Il évolue en Ligue majeure de baseball de 1996 à 2000 pour les Pirates de Pittsburgh.

## Carrière
En 166 matchs joués dans le baseball majeur, dont 112 comme lanceur partant, sa moyenne de points mérités se chiffre à 3,96 en 753 manches et deux tiers lancées, avec 537 retraits sur des prises. Il compte 42 victoires, 47 défaites et 7 matchs complets dont 4 blanchissages pour des équipes des Pirates qui perdent en moyenne 88 matchs par année durant ces cinq saisons. Il réalise 12 sauvetages en carrière, tous lors de sa première saison en 1996 où il est presque exclusivement utilisé comme lanceur de relève. Sa meilleure moyenne de points mérités (3,31 en 220 manches et un tiers lancées en 1998) est cette année-là la 10e meilleure de la Ligue nationale.

### Match sans point ni coup sûr
Le match le plus mémorable de la carrière de Francisco Córdova est joué le 12 juillet 1997 dans un Three Rivers Stadium rempli à pleine capacité (44 119 spectateurs) à Pittsburgh. Córdova lance 9 manches sans accorder de coup sûr aux Astros de Houston, mais une égalité de 0-0 persiste. Ricardo Rincón vient lancer en relève la 10e manche, sans accorder lui non plus de point ou de coup sûr, et les Pirates gagnent le match 3-0 en fin de 10e sur le coup de circuit de Mark Smith. 
Córdova et Rincón réussissent ainsi le 8e match sans coup sûr combiné de l'histoire des majeures, et le premier (et seul en date de 2017) à avoir été réussi sur plus de 9 manches. 
C'est aussi le premier match sans coup sûr lancé en plus de 9 manches depuis celui de 10 manches réussi seul par Jim Maloney le 19 août 1965.